# La Fin du monde, avant le lever du jour
La Fin du monde, avant le lever du jour (世界の終わりと夜明け前, Sekai no Owari to Yoakemae) est un manga d'Inio Asano. Il a été prépublié dans le magazine Big Comic Spirits de l'éditeur Shōgakukan et a été compilé en un volume en octobre 2008. La version française a été éditée par Kana dans la collection « Made In » en mai 2011.

## Liste des volumes
| no | Japonais        | Japonais       | Français       | Français       |
| no | Date de sortie  | ISBN           | Date de sortie | ISBN           |
| --- | --------------- | -------------- | -------------- | -------------- |
| 1 | 30 octobre 2008 | 978-4091822994 | 6 mai 2011     | 978-2505010975 |
| Liste des chapitres : 1. Sans titre 2. Avant le lever du jour 3. Alfalfa 4. Dimanche après-midi. 18h30 5. Souvenir d'été 6. A Girl in a brilliant world of a boy's daydream 7. Retour à la maison 8. Quotidien et déprimes d'Eiko à l'imagination débordante 9. Comment s'occuper les jours de congé 10. 17 11. Un monde formidable 12. Tokyo 13. La fin du monde 14. Snakeman - Les grandes batailles temporelles |                 |                |                |                |

### Édition japonaise
Shōgakukan
1. 1 2  (ja) « Tome 1 »(Archive.org • Wikiwix • Archive.is • Google • Que faire ?).

### Édition française
Kana
1. 1 2  (fr) « Tome 1 »(Archive.org • Wikiwix • Archive.is • Google • Que faire ?).